# Ableitung (Informatik)
Als Ableitung wird in der theoretischen Informatik der Vorgang bezeichnet, ein Wort nach den Regeln einer formalen Grammatik zu erzeugen.
Unter einem Wort versteht man eine beliebige Zeichenkette, also eine endliche Folge von Symbolen. Eine formale Grammatik ist ein mathematisches Modell, das eine Menge solcher ableitbaren Wörter festlegt. Diese Menge nennt man eine formale Sprache. Das einmalige Ersetzen von einem Teilabschnitt einer Zeichenkette, gemäß einer der Regeln der formalen Grammatik, stellt einen Ableitungsschritt dar. Durch die formale Grammatik werden auch die Symbole festgelegt, aus denen ein Wort bestehen darf, und solche, die alleine in den Zwischenergebnissen der Ableitung eines Wortes auftreten dürfen. Zum Ableiten eines Wortes beginnt man mit einem besonderen Symbol, dem Startsymbol, und führt dann nacheinander Ableitungsschritte durch (bei Wahl geeigneter Regeln), bis schließlich das Wort erzeugt worden ist.

## Anwendungsbereich

Darstellung eines Ableitungsbaums

Die Frage nach der Zugehörigkeit eines Wortes zu einer Sprache wird Wortproblem genannt. Ob ein Wort zur Sprache einer Grammatik gehört, wird darüber definiert, ob eine Ableitung des Wortes existiert. Eine Ableitung eines Wortes nach den Regeln einer Grammatik ist deshalb ein mathematischer Beweis dafür, dass das Wort zur Sprache der gegebenen Grammatik gehört.
Bei geeigneten Grammatiken (den kontextfreien) ergibt sich aus der Ableitung eines Wortes ein Ableitungsbaum. Zu einer Ableitung existiert in der Regel genau ein Ableitungsbaum. Gibt es aber zu einem Wort mehrere Ableitungen, die auch unterschiedliche Ableitungsbäume ergeben, ist die Grammatik mehrdeutig.
Der Syntaxanalyseteil („Parser“) eines Compilers analysiert den Quelltext eines Programms anhand der Grammatikregeln der verwendeten Programmiersprache. Dabei stellt er auch fest, ob das Programm ein Wort der betreffenden Programmiersprache ist, ob es also syntaktisch korrekt ist. Bei der Analyse des Quelltexts sucht der Parser indirekt nach einer Ableitung. Scheitert er dabei, weil das Programm einen Syntaxfehler enthält, ist nachgewiesen, dass zu dem Programm keine Ableitung existiert.
In der genetischen Programmierung verwendet man einem Ansatz zufolge zufällige Ableitungsbäume einer Grammatik, um Lösungen zu generieren.

## Definitionen
Sei {\displaystyle G=\left(V,T,P,S\right)} eine Chomsky-Grammatik. {\displaystyle T} steht dabei für das endliche Alphabet der Terminale, also für Zeichen (der zu erzeugenden Sprache), die nicht weiter abgeleitet werden. {\displaystyle V} steht für das gesamte Vokabular an Zeichen, das neben den Terminalen auch die Nonterminale oder Nichtterminalsymbole aus {\displaystyle N:=} {\displaystyle V\setminus T}, also die Zeichen, die noch zu Terminalen umgewandelt werden müssen (und deshalb gelegentlich auch Variablen genannt werden). Das Startsymbol {\displaystyle S} ist ein Nichtterminal. Ein Zeichen kann nicht gleichzeitig Terminal und Nichtterminal sein. Die Produktionsregeln {\displaystyle P} beschreiben, in welcher Weise die Nichtterminale zu Terminale abgeleitet werden.
Manche Autoren bezeichnen alternativ das 4-Tupel {\displaystyle (N,T,P,S)} als Grammatik {\displaystyle G} mit der Forderung, dass der Disjunktheit von Nonterminal- und die Terminalmenge: {\displaystyle N\cap T=\emptyset }; zum Teil werden auch anderen Bezeichnungen für die einzelnen Komponenten verwendet.

### Satzform
Eine Satzform {\displaystyle x} einer Grammatik {\displaystyle G} ist eine Folge von Symbolen aus {\displaystyle N} oder {\displaystyle T}: {\displaystyle x\in \left(N\cup T\right)^{*}=V^{*}}.

### Ableitungsschritt
Ein Ableitungsschritt ist ein Teil einer Ableitung, der mit einer Produktionsregel ein {\displaystyle w} nach einem {\displaystyle w'} überführt. {\displaystyle w} und {\displaystyle w'} sind dabei Folgen aus Terminalen und Nichtterminalen. Eine Ableitungsregel {\displaystyle p=(\alpha ,\beta )} wird formal notiert als {\displaystyle p=\alpha \rightarrow \beta }. Die zulässigen {\displaystyle \alpha } und {\displaystyle \beta } unterliegen dabei, je nach dem Typ der Grammatik, mehr oder weniger starken Einschränkungen.
Liegt ein Wort {\displaystyle w=w_{1}\alpha w_{2}\in V^{+}} vor, so lässt sich die Produktionsregel {\displaystyle \alpha \rightarrow \beta \in P} auf {\displaystyle w} anwenden, mit dem resultierenden Wort {\displaystyle w'=w_{1}\beta w_{2}}. Man schreibt dann {\displaystyle w\rightsquigarrow w'} (oder auch {\displaystyle w\Rightarrow _{G}w'}). Um anzugeben, welche Produktionsregel benutzt wurde, schreibt man auch {\displaystyle w\rightsquigarrow _{\alpha \rightarrow \beta }w'}. Formal ist die Relation {\displaystyle \rightsquigarrow } auf der Menge aller Worte aus Terminalen und Nichtterminalen gegeben durch
{\displaystyle \rightsquigarrow \;:=\;\{(w\alpha w',w\beta w')|(\alpha ,\beta )\in P\land w,w'\in V^{*}\}}.

### Ableitungsstück
Ein Ableitungsstück ist eine endliche Folge {\displaystyle (w_{0},\dotsc ,w_{n})} von Satzformen, worin jede folgende stets aus der unmittelbaren Vorgängerin durch einen Ableitungsschritt hervorgeht. Geschrieben kurz
{\displaystyle w_{0}\rightsquigarrow _{G}w_{1}\rightsquigarrow _{G}\dotsb \rightsquigarrow _{G}w_{n}}
Werden mehrere Regeln auf einmal angewendet, schreibt man {\displaystyle w{\rightsquigarrow _{G}}^{*}w'} (in Analogie zur Kleeneschen Hülle, siehe: Relationen §Homogene Relationen). Formal ist die Relation {\displaystyle {\rightsquigarrow _{G}}^{*}} als Vereinigung wie folgt darstellbar:
{\displaystyle {\rightsquigarrow _{G}}^{*}=\bigcup _{n\in \mathbb {N} _{0}}{\rightsquigarrow _{G}}^{n}}

### Ableitung
Eine Ableitung ist ein Ableitungsstück, das mit dem Startsymbol beginnt und dessen letzte Satzform ein Wort ist. Eine Ableitung (in n Schritten) {\displaystyle S{\rightsquigarrow _{G}}^{n}w_{n}} lässt sich also als {\displaystyle S\rightsquigarrow w_{1}\rightsquigarrow _{G}w_{2}\rightsquigarrow _{G}\dotsb \rightsquigarrow _{G}w_{n}} notieren, wobei {\displaystyle w_{n}\in T^{*}} nur noch Terminalsymbole enthält. Nichtberücksichtigung der (endlichen) Zahl von Schritten führt zu {\displaystyle S{\rightsquigarrow _{G}}^{*}w}, wenn {\displaystyle w_{n}\in T^{*}} aus {\displaystyle S} ableitbar ist.

### Erzeugte Sprache
Die von {\displaystyle G} erzeugte Sprache {\displaystyle L(G)} ist die Menge aller Worte über dem Zeichenalphabet {\displaystyle T}, die am Ende einer Ableitung stehen; man sagt auch, die ableitbar sind.
{\displaystyle L(G):=\{w\in T^{*}|S{\rightsquigarrow _{G}}^{*}w\}=\{w\in T^{*}|S\rightsquigarrow _{G}\cdots \rightsquigarrow _{G}w\}}
Im Allgemeinen sind auf eine Satzform mehrere verschiedene Produktionen anwendbar, und ein und dieselbe Produktion kann auch an verschiedenen Stellen anwendbar sein.

## Beispiele

### Sprache der Palindrome

Ein Ableitungsbaum für abcacba

Palindrome lassen sich durch eine kontextfreie Grammatik erzeugen. Wir beschränken uns im Beispiel auf ein Alphabet aus den drei Buchstaben {\displaystyle a}, {\displaystyle b} und {\displaystyle c}.
{\displaystyle G_{1}=\left(V,T,S,P\right)} mit {\displaystyle N:=V\setminus T} und
{\displaystyle N=\{S\}}
{\displaystyle T=\{a,b,c\}}
{\displaystyle P=\{S\rightarrow aSa,\ S\rightarrow bSb,\ S\rightarrow cSc,\ S\rightarrow a,\ S\rightarrow b,\ S\rightarrow c,\ S\rightarrow \epsilon \}}
{\displaystyle \epsilon } steht für das leere Wort.
Mit dieser Grammatik lassen sich alle aus {\displaystyle a}, {\displaystyle b} und {\displaystyle c} bestehenden Palindrome erzeugen. Eine Ableitung des Wortes {\displaystyle abcacba} lautet
{\displaystyle S\rightsquigarrow aSa\rightsquigarrow abSba\rightsquigarrow abcScba\rightsquigarrow abcacba}.

### Sprache der positiven geraden Ganzzahlen
Auf eine formale Notation der Grammatik {\displaystyle G_{2}} wurde an dieser Stelle verzichtet. Die Zahlen können beliebig viele führende Nullen haben.
Die Terminale sind die Ziffern von {\displaystyle 0} bis {\displaystyle 9} ({\displaystyle T=\{0,...9\}}), als Nonterminale dienen {\displaystyle A} und {\displaystyle S} ({\displaystyle N=\{A,S\}}), wobei letzteres gleichzeitig das Startsymbol ist:
{\displaystyle T=\{0,...9\},N=\{A,S\}}
Die Produktionsregeln {\displaystyle P} sind:
{\displaystyle S\rightarrow A0|A2|A4|A6|A8},
{\displaystyle A\rightarrow A0|A1|A2|A3|A4|A5|A6|A7|A8|A9|\epsilon }
({\displaystyle X\rightarrow a|b|\dots } ist eine Kurzschreibweise für {\displaystyle X\rightarrow a,X\rightarrow b,\dots })
Die Ableitung beginnt mit einer Regel, die auf der linken Seite das Startsymbol {\displaystyle S} enthält. Die Ableitung beginnt beispielsweise mit {\displaystyle S\rightsquigarrow A2}. Die {\displaystyle 2} am Ende kann durch Regelanwendungen nicht entfernt werden, die entstehende Zahl ist also auf jeden Fall gerade. Das {\displaystyle A} muss nun nach einer der Regeln mit {\displaystyle A} auf der linken Seite weiter ersetzt werden. Eine mögliche Fortsetzung der Ableitung ist {\displaystyle A2\Rightarrow A42}. Es können noch weitere Ziffern erzeugt werden; da am Ende der Ableitung aber alle Nichtterminale verschwunden sein müssen, muss irgendwann die Regel {\displaystyle A\rightarrow \epsilon } Anwendung finden. {\displaystyle \epsilon } ist das leere Wort, umgangssprachlich kann man sagen, dass das {\displaystyle A} durch nichts ersetzt wird. Die Beispielableitung wird also mit {\displaystyle A42\rightsquigarrow 42} abgeschlossen.
Mit den Produktionsregeln lässt sich jede beliebige positive, gerade Zahl erzeugen. Andere Zahlen lassen sich mit ihnen nicht erzeugen.

### Sprache der Strichzahlen
Die Sprache der Strichzahlen wird etwa erzeugt von
{\displaystyle G_{3}=\left(\{Z,i\},\{i\},\{Z\rightarrow i,Z\rightarrow iZ\},Z\right)},
wobei mit {\displaystyle i} der Ziffernstrich bezeichnet ist. Die Ableitung, die zur 5-Strichzahl führt, ist etwa:
{\displaystyle Z\rightsquigarrow _{Z\rightarrow iZ}iZ\rightsquigarrow _{Z\rightarrow iZ}iiZ\rightsquigarrow _{Z\rightarrow iZ}iiiZ\rightsquigarrow _{Z\rightarrow iZ}iiiiZ\rightsquigarrow _{Z\rightarrow i}iiiii}
Im Falle dieser Grammatik enthält jede Satzform keinmal oder genau einmal die Z, die in diesem Falle auch stets am Ende der Satzform steht. Es sind also alle Ableitungen Rechtsableitungen. Jedes Strichzahl hat mit dieser Grammatik genau eine mögliche Ableitung.
Dieselbe Sprache wird ebenfalls erzeugt von der Grammatik
{\displaystyle G_{4}=\left(\{Z,i\},\{i\},\{Z\rightarrow i,Z\rightarrow ZZ\},Z\right)}.
Das folgende ist damit eine Ableitung für die 3-Strichzahl:
{\displaystyle Z\rightsquigarrow _{Z\rightarrow ZZ}ZZ\rightsquigarrow _{Z\rightarrow ZZ}ZZZ\rightsquigarrow _{Z\rightarrow i}ZZi\rightsquigarrow _{Z\rightarrow i}Zii\rightsquigarrow _{Z\rightarrow i}iii}.
Man beachte, im zweiten Schritt bleibt hierbei unklar, ob das rechte oder das linke {\displaystyle Z} in {\displaystyle ZZ} durch ein weiteres {\displaystyle ZZ} ersetzt wird; beidesmal entsteht zunächst {\displaystyle ZZZ}. Mit der Angabe, dass es sich um eine Rechtsableitung handle, wird die Ersetzungsstelle eindeutig. Dieselbe Eindeutigkeit wird erreicht, wenn man immer die genaue Stelle der Ersetzung, den sogenannten Henkel (englisch handle) mit angibt.

## Parsen
Den umgekehrten Vorgang, bei dem ein Wort gegeben ist und eine Ableitung gesucht ist, nennt man auch parsen. Hierbei finden Automaten Anwendung, die überprüfen, ob das gegebene Wort aus den Ableitungsregeln entstanden sein kann. Von besonderer Bedeutung ist die Syntaxüberprüfung bei Programmiersprachen. Da es sich hierbei häufig um kontextfreie Sprachen handelt, ist ein Kellerautomat nötig.

## Rechtsableitung
Eine Ableitung heißt Rechtsableitung (englisch rightmost derivation), wenn in jedem ihrer Einzelschritte immer das am weitesten rechts stehende Nichtterminalsymbol der Satzform gemäß einer Produktion ersetzt wird.
Beachte: Von Rechtsableitung spricht man nur, wenn eine kontextfreie Grammatik (Chomsky-Grammatik vom Typ 2) vorliegt; solche Grammatiken sind auch der in der Praxis der Informatik am häufigsten auftretende Sprachtyp. In diesem Fall hat jede Produktion die einfache Gestalt {\displaystyle A\rightarrow \alpha }, alle linken Seiten sind also einzelne Nichtterminalsymbole, die rechten bleiben beliebig. Der einzelne Ableitungsschritt ersetzt deshalb ein Vorkommnis eines Nichtterminalsymbols {\displaystyle A} in der Ausgangs-Satzform durch eine der möglichen rechten Seiten {\displaystyle \alpha } mit {\displaystyle A\rightarrow \alpha \in P}.
Im Falle von Rechtsableitungen genügt die Angabe allein der Folge angewandter Produktionen, um den Gesamt-Ersetzungsvorgang (welche Ersetzungen an welchen Stellen?) und sein Ergebnis eindeutig zu beschreiben, was für beliebige Ableitungen nicht so ist, weil eine auftretende Satzform etwa Nichtterminalsymbole mehrfach enthalten kann.
Im Bereich des Compilerbaus sind Rechtsableitungen bedeutsam, weil für eine dort wichtige Sprachklasse, die LR(k)-Sprachen, eine effiziente Methode der Syntaxanalyse bekannt ist, der wesentlich dieser Begriff zugrunde liegt.

## Linksableitung
Analog zur Rechtsableitung spricht man von einer Linksableitung (englisch leftmost derivation), wenn immer das am weitesten links stehende Nichtterminalsymbol ersetzt wird.
Linksableitungen spielen eine Rolle bei der Syntaxanalyse von LL(k)-Grammatiken, da aber die ihrer größeren Erzeugungsmächtigkeit wegen wichtigere Klasse der LR(k)-Grammatiken auf Rechtsableitungen beruht, insgesamt eine geringere. Diese scheinbare Asymmetrie ist eine Folge der Konvention, Eingabezeichenketten von links nach rechts zu lesen und zu verarbeiten.